# علينه خان
علينه خان (بالأردية: علینہ خان) هي ممثلة باكستانية، اشتهرت بدور البطولة في الفيلم القصير "Darling" سنة 2019، والفيلم الروائي أرض الفرح سنة 2022. وتعتبر أول متحولة جنسيًا تلعب دور البطولة في فيلم باكستاني طويل، وقد توجت بلقب ملكة جمال باكستان للمتحولين جنسيًا عام 2023 في مدينة لاهور الباكستانية.

## حياتها
ولدت خان في أسرة مسلمة في مدينة لاهور، وقد تعرضت للتمييز في مجتمعها نتيجة تحولها الجنسي. وخاصةً بعد تواصلها مع إحدى المنظمات المدنية في باكستان، وتقييمها باختبار أداء، ثم فوزها بدور رئيسي في فيلم "Darling". حاز هذا الفيلم على جائزة أوريزونتي لأفضل فيلم قصير في مهرجان البندقية السينمائي، وبيعت حقوق التوزيع العالمية لشركة فوكس فيتشرز. وفقًا لأيمن رضوي الكاتب لدى صحيفة داون عن فيلم Darling "ربما يكون جوهر القصة هو أفضل تلخيص في كلمات الممثلة الرئيسية، علينه خان، وهي امرأة متحولة جنسيًا تصف صراعها الشخصي في صناعة الأفلام بقولها "لطالما أردت للتمثيل في الأفلام، منذ أن كنت طفلاً. ولكن بعد ذلك أسأل نفسي، كيف سيختارونني؟ كرجل أو امرأة؟".
وظهرت علينه خان في الفيلم القصير "زواج سعيد"، بالإضافة إلى العديد من الإعلانات التجارية، وبعض الفيديو كليب والموسيقى للفنان علي سيثي، وفي البرنامج التلفزيوني صباح الخير زندجي. وفي عام 2018، قامت بدور راقصة في مسرح ناز في لاهور.